# Green Book

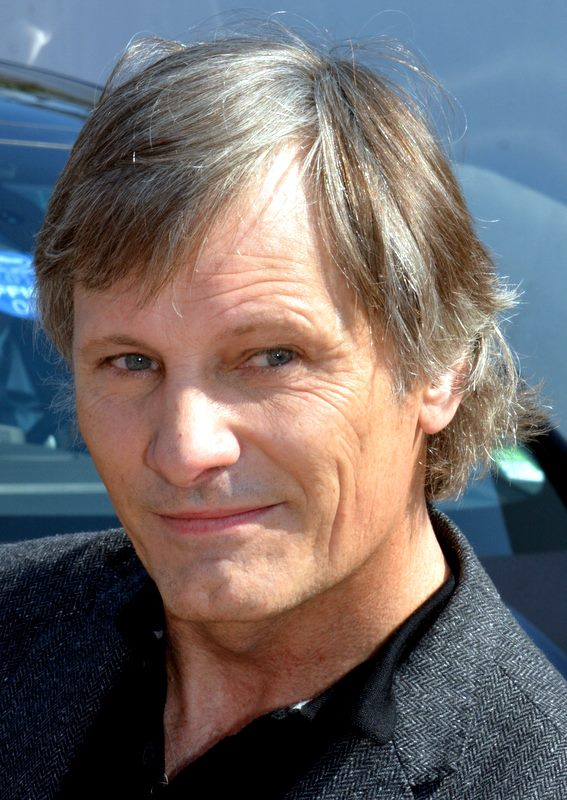
Viggo Mortensen

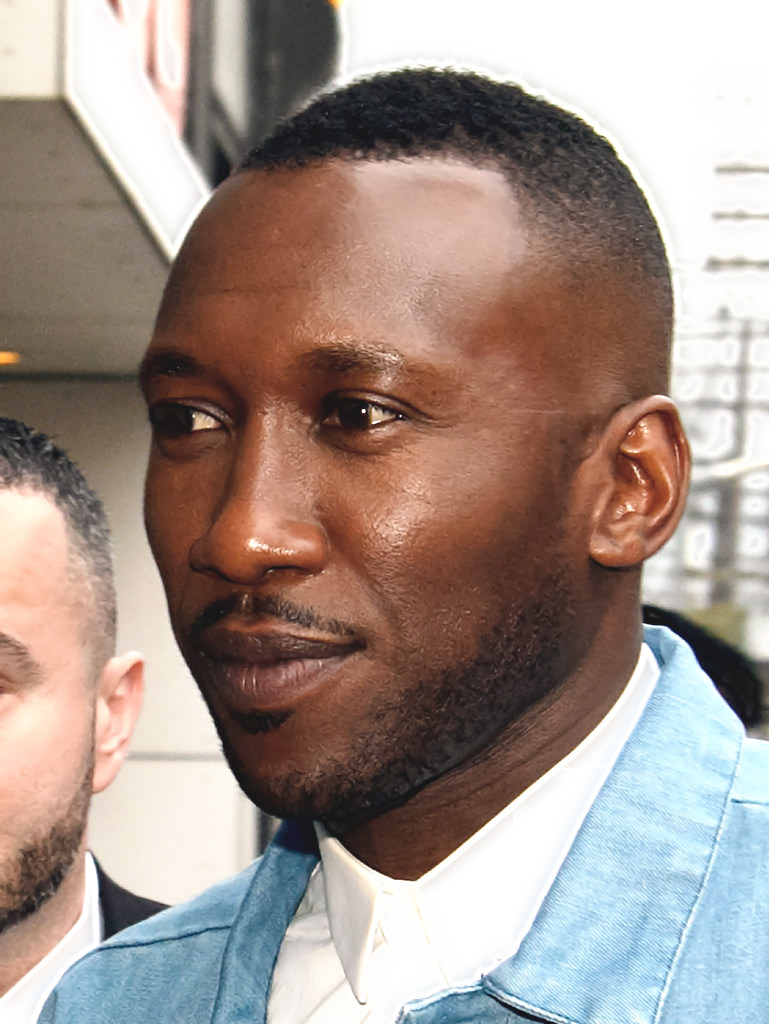
Mahershala Ali

Green Book – amerykański komediodramat z 2018 w reżyserii Petera Farrellya.
Film opowiada opartą na faktach historię pianisty Dona Shirleya oraz jego kierowcy i ochroniarza – Tony’ego Vallelongi. Wyróżniony Oscarami dla najlepszego filmu, za scenariusz oryginalny i dla najlepszego aktora drugoplanowego (Mahershala Ali) za rok 2018. Tytuł filmu pochodzi od The Negro Motorist Green Book – poradnika dla Afroamerykanów podróżujących po południowych stanach USA autorstwa Victora Hugo Greena.
Film wyreżyserował Peter Farrelly według scenariusza autorstwa jego, Briana Heyes Currie oraz syna jednego z bohaterów – Nicka Vallelongi na podstawie wywiadów udzielanych przez jego ojca i Dona Shirleya oraz listów pisanych przez Tony’ego do swojej żony. Światowa premiera odbyła się 11 września 2018 na Międzynarodowym Festiwalu Filmowym w Toronto, podczas którego film otrzymał People Choice’s Award. 17 października Green Book otworzyło 29 Festiwal Filmowy w Nowym Orleanie, a 9 listopada zostało zaprezentowane na AFI Fest. 16 listopada film zaczęto pokazywać w dwudziestu miastach USA, a 21 listopada wszedł do normalnej dystrybucji.

## Fabuła
Frank „Tony Lip” Vallelonga (Tony Wara) szuka nowej pracy w związku z remontem klubu nocnego, w którym jest ochroniarzem. Zostaje zaproszony na rozmowę z „Doktorem”, który okazuje się być czarnoskórym pianistą Donem Shirleyem. Muzyk potrzebuje kierowcy, który pojedzie z nim w ośmiotygodniową trasę koncertową przez Środkowy Zachód i Głębokie Południe Stanów Zjednoczonych. Wara zgadza się na ofertę, zaznaczając że nie zamierza pełnić obowiązków lokaja. Don, po upewnieniu się, że nieobecność Tony’ego nie będzie przeszkadzała jego żonie, zatrudnia go. Mężczyźni wyruszają z planem powrotu do Nowego Jorku na Święta Bożego Narodzenia, a przedstawiciele wytwórni muzycznej, dla której pracuje Shirley, dają Vallelondze kopię The Negro Motorist Green Book, będącego spisem miejsc przyjaznych czarnoskórym.
Na początku podróży Tony drażni Dona swoim zachowaniem, a Wara czuje się nieswojo w związku z ciągłym upominaniem. W trakcie trasy Frank jest pod wrażeniem gry pianisty, szokuje go również sposób w jaki ludzie traktują go, gdy tylko zejdzie ze sceny. Podczas jednego z postojów Shirley zostaje napadnięty w barze przez grupkę białych mężczyzn. Vallelonga ratuje go i nakazuje mu nie wychodzić bez niego przez resztę tournée.
Don pomaga Tony’emu napisać list do żony, a kierowca namawia go, by skontaktował się ze swoim bratem. Muzyk nie decyduje się na to, stwierdzając, że kariera przeszkadza mu w utrzymywaniu relacji rodzinnych.
Shirley zostaje przyłapany na stosunku seksualnym z białym mężczyzną, a Vallelonga przekupuje policjantów, by zapobiec aresztowaniu muzyka. Don jest zdenerwowany faktem, że Wara wręczył im łapówkę, uważając iż w ten sposób nagrodził funkcjonariuszy. Niedługo później Tony uderza mundurowego, który zatrzymał ich za jazdę po zachodzie słońca i razem ze swoim pracodawcą trafia do aresztu. Don prosi policjantów o możliwość wykonania telefonu do swojego prawnika i dzwoni do Roberta F. Kennedy’ego, który nakazuje wypuścić więźniów. Podczas gdy Frank ekscytuje się faktem, iż uwolnił go sam prokurator generalny, Shirley czuje się upokorzony tym wydarzeniem. Różnica zdań doprowadza do kłótni, podczas której Tony stwierdza, że jest „czarniejszy” niż Don, który w przeciwieństwie do niego żyje dostatnio i nie musi zmagać się z egzystencją w Bronksie. Wściekły muzyk wyznaje, że – jako osoba zamożna – nie może identyfikować się z ludźmi swojej rasy, z racji bycia Afroamerykaninem nie jest tolerowany przez białych, a jego orientacja nie jest akceptowana przez członków obu grup, co sprawia, że jest naprawdę samotny.
W noc finałowego koncertu pracownicy klubu, w którym ma wystąpić Don, nie pozwalają mu wejść do restauracji ze względu na kolor skóry. Shirley rezygnuje z występu i idzie wraz z Tonym do innego lokalu, gdzie daje popis swoich umiejętności muzycznych. Obaj wracają na północ, mając nadzieję na dotarcie do domu przed Wigilią. Podczas burzy śnieżnej Don zastępuje zmęczonego Warę w roli kierowcy, dzięki czemu Vallelondze udaje się dotrzeć na rodzinną wieczerzę. Frank namawia go, by dołączył do świętujących. Pianista jedzie do swojego mieszkania, ostatecznie jednak wraca i przyjmuje ofertę szofera. Po krótkim milczeniu zostaje przez wszystkich radośnie powitany, a żona Tony’ego dziękuje mu za pomoc w pisaniu listów.

## Obsada
- Viggo Mortensen jako Frank „Tony Lip” Vallelonga
- Mahershala Ali jako Don Shirley
- Linda Cardellini jako Dolores Vallelonga
- Dimitar Marinov jako Oleg
- Mike Hatton jako George
- Iqbal Theba jako Amit
- Sebastian Maniscalco jako Johny Venere
- P.J. Byrne jako producent muzyczny
- Joe Cortese jako Gio Loscudo
- Don Stark jako Jules Podell
- Brian Stepanek jako Graham Kindell
- Jenna Laurenzo jako Fran Venere
- Suehyla El-Attar jako Lynn Venere
- Don DiPetta jako Louie Venere[9]

## Produkcja
W maju 2017 Viggo Mortensen rozpoczął negocjowanie roli, do której przytył około 20 kilogramów. Peter Farrelly miał wyreżyserować film na podstawie scenariusza autorstwa Nicka Vallelongi, Briana Currie i swojego.
30 listopada 2017 ogłoszona została główna obsada, do której należeli Mortensen, Mahershala Ali, Linda Cardellini i Iqbal Theba. Produkcja rozpoczęła się w tym samym tygodniu, w Nowym Orleanie. W styczniu 2018 ogłoszono, że jedną z ról zagra Sebastian Maniscalco. Odpowiedzialny za skomponowanie muzyki do filmu Kris Bowers, uczył Mahershala Alego podstaw gry na fortepianie, grał także w scenach, w których wymagane były zbliżenia na ręce.

## Odbiór

### Box office
Green Book zarobił 85,1 miliona dolarów w USA i Kanadzie oraz 236,7 miliona dolarów w pozostałych krajach, co stanowi łączny światowy dochód w wysokości 321,8 miliona USD, przy budżecie wynoszącym 23 miliony. Podczas weekendu otwarcia, film emitowany był w dwudziestu pięciu kinach, a łączny dochód z pokazów wyniósł 312 tys. dolarów. Deadline Hollywood uznało wynik za niezbyt dobry, TheWrap natomiast określiło go jako „udany start”. W pierwszym dniu szerokiej dystrybucji, Green Book zarobiło 908 tys. USD, a w drugim milion USD.

### Krytyka w mediach
W serwisie Rotten Tomatoes filmowi 78% z 267 recenzji jest pozytywne, a ich średnia ocen wyniosła 7,24/10. Na portalu Metacritic dostał on 69 punktów na 100 możliwych, w oparciu o 52 oceny. Film otrzymał pozytywne oceny krytyków, często chwalone były role Mortensena i Alego, ale krytykowano niezgodność z faktami. Łukasz Muszyński z portalu Filmweb napisał, że: „Z komediodramatu Petera Farrelly’ego wychodzi się z uśmiechem od ucha do ucha, w głębokim przeświadczeniu, że świat – wbrew temu, co twierdził kiedyś Franz Maurer – jest do przyjęcia nawet na trzeźwo. Chyba żaden film od czasów „Nietykalnych” nie roztapiał widzowskich serc z równą skutecznością”,

### Nagrody
Green Book został laureatem nagrody National Board of Review za najlepszy film 2018, znalazł się także w dziesiątce najlepszych filmów według Amerykańskiego Instytutu Filmowego. Wygrał też nagrodę Gildii Producentów dla najlepszego producenta filmowego oraz Złoty Glob za najlepszy film komediowy lub musical i został nominowany do Oscara w pięciu kategoriach: za najlepszy film, dla najlepszego aktora pierwszoplanowego (Viggo Mortensen), dla najlepszego aktora drugoplanowego (Mahershala Ali), za najlepszy scenariusz oryginalny oraz najlepszy montaż, zaś ostatecznie otrzymał trzy statuetki: za najlepszy film, za scenariusz oryginalny i dla aktora drugoplanowego.

## Kontrowersje
7 listopada 2018, podczas panelu dyskusyjnego, Viggo Mortensen użył słowa „czarnuch”, poprzedzając je stwierdzeniem, iż nie lubi tego słowa i że porównał dialog nieczęsto występujący w rozmowie z czasami, w których miejsce ma akcja filmu. Aktor przeprosił następnego dnia, mówiąc że jego zamiarem było zdecydowane wypowiedzenie się przeciw rasizmowi i obiecując, iż więcej nie będzie używał tego określenia.
Krewni Shirleya potępili film, zarzucając twórcom, iż ci nie skontaktowali się z nimi, przez co błędnie przedstawili relacje Dona z rodziną. Brat muzyka, Maurice Shirley, napisał: „Mój brat nigdy nie postrzegał Tony’ego jako „przyjaciela”, to był pracownik, szofer (który nie znosił munduru i czapki). Oto dlaczego kontekst i niuans są tak istotne. Fakt, że dobrze sytuowany, czarnoskóry artysta zatrudniał pracowników, którzy wcale NIE wyglądali jak on, nie powinien być pomijany przy interpretacji”. Pewne wypowiedzi Maurice’a Shirleya są sprzeczne z nagraniami audio pochodzącymi z filmu dokumentalnego „Lost Bohemia”, zawierającego wywiady z Donem Shirleyem. W jednym z nich, Don Shirley mówi „Ufałem mu bezwzględnie. Widzisz, Tony nie był tylko moim kierowcą. Nigdy nie mieliśmy relacji typu Pracodawca/Pracownik”. Wywiady potwierdzają też inne zdarzenia obrazowane w filmie.
Mahershala Ali przeprosił siostrzeńca granego przez siebie bohatera, Edwina Shirleya III, mówiąc iż zrobił wszystko co mógł, dzięki posiadanemu materiałowi i że nie był świadomy istnienia bliskich krewnych, z którymi mógł się skontaktować, by dodać trochę niuansów do swojej kreacji. Reżyser filmu powiedział, iż miał wrażenie, że „nie było zbyt wielu żyjących członków rodziny”.